# فضل‌الله جمالی اردستانی
فضل الله جمالی اردستانی (متولد روستای کوچویه سنگ در نزدیکی اردستان)متخلص به (جمال الدین، عاشق اصفهانی) معروف به پیر جمالی اردستانی شاعر و عارف و نویسنده معروف ایرانی در قرن نهم است. مصلح الدین مهدوی در کتاب اعلام اصفهان از پیر جمالی نام برده است.

## زندگی
فضل الله جمالی اردستانی که حاج خلیفه نام او را جمال الدین احمد نوشته از شاعران و مؤلفان و عارفان معروف، در قرن نهم هجری است. تاربخ تولد او مشخص نیست همچنین بعضی او را محمد و احمد خوانده‌اند وی مرید پیر مرتضی اردستانی بود و بعدها سلسله‌ای از صوفیان به نام سلسله پیرجمالیه را ایجاد کرد که یکی از معروفترین شعب سلسله سهروردیه در ایران بود او به پیرجمالی شهرت داشت و تخلصش در غزلها جمالی است. 
جمالی در نظم و نثر توانا و دارای آثار متعدد بود. ازآن جمله، کلیات او که از آن نسخی درایران و خارج موجود بوده و مشتمل است بر چند رساله مرکب از نظم و نثر، مثنویات، قصائد٬ ترجیعات، غزلیات و رباعیات. 
وفات جمالی در سال ۸۷۹ اتفاق افتاد و در برخی از آثارش تاریخ‌هایی از دوران حیاتش قیدشده مانند تاریخ ختم مصباح الارواح سال۸۶۸ و تاریخ اتمام فتح الابواب سال ۸۷۳ است. بلوشه سال وفاتش را ۹۰۱ نوشته واین درست به نظر نمی‌رسد.

## آثار
فضل الله جمالی اردستانی آثار بسیاری در باب حالات و مقامات صوفیه از خود به جای نهاده است. بر اساس فهرستهای موجود حدود 30 اثر ، برای وی می‌توان برشمرد که همه آن‌ها به زبان فارسی به صورت منظوم و منثور تألیف شده‌است . معصوم علی شاه در طرائق‌الحقایق ، به نسخه‌ای از آن خود ، از آثار پیر جمال اشاره دارد که مشتمل بر 28 رساله بوده و از وی به سرقت رفته‌است .  رضا قلی خان هدایت او را از جهت کثرت آثار ، نظیر عطار دانسته و سرایش بیش از پنجاه هزار بیت را بدو نسبت می‌دهد. متأسفانه بسیاری از آثار جمالی اردستانی، به جهت تشابه اسمی با جلال خان جمالی دهلوی ( تذکره‌نویس قرن دهم هجری ، صاحب سیرالعارفین و متخلّص به جمالي ) خلط گردیده و انتساب این آثار به روشنی قابل تشخيص نیست و برخی نیز نام‌گذاری و دسته‌بندی خاصی ندارد و نسخه‌های آن با نام‌های متفاوت ، پراکنده و آشفته است . آثاری که در بیشتر منابع ، به جمالی اردستانی منسوب است عبارتند از:
1. دیوان که به نام منظومه مفتاح الفقر نیز از او یاد شده ( و گاه نیز با دو عنوان جداگانه ) و شامل قصاید ، ترجیعات ، ترکیبات ، غزلیات ، رباعیات ، مفردات ، قطعات ، مستزادها و فهلویات اوست و در برخی از منابع به‌طور جداگانه از هر کدام از این بخش‌های دیوان یاد شده‌است .
2. بیان حقایق احوال المصطفی که مشتمل است بر هفت رساله مستقل ، با نام‌های مصباح الارواح ( کامل شده در 868 قمری ) ، احکام المحبین ، نهایه الحکمه (868 ) ، بدایه المحبه ( 869 ) ، هدایه المعرفه ( و یا بدایه المعرفه ) ، فتح الابواب و حقیقه الآداب (873 ) و شرح الواصلین ( 876 ) . این اثر مثنوی بزرگی است آمیخته به نثر که به شرح زندگانی پیامبر ( ص ) ، به عنوان نمونه کامل عارفان ، می‌پردازد .
3. شرح الکنوز و کشف الرموز مثنوی‌ای است دربارهٔ اسرار و رموز عرفانی که در سال 864 قمری تألیف گردیده است .
4. روح‌القدس که مشتمل است بر سه بخش شریعت و طریقت و حقیقت و برخی این رساله را بخش سوم شرح‌الکنوز می‌دانند .
5. تنبیه‌العارفین که این اثر نیز مثنوی‌اي است آمیخته به نثر که به شرح رموز عرفانی می‌پردازد .
6. مجموعه رباعیات عرفانی با عنوان کنز الدقایق ، که به نام‌های میزان الحقایق ( مشتمل بر 253 رباعی  عرفانی ) و مشکوه المحبین نیز آمده است و گاه نیز به‌طور جداگانه از هر یک از آن‌ها نام برده شده‌است .
7. مراه الافراد : مشتمل است بر 165 رسالة منثور و منظوم که به تفاسیر آیات قرآن و احادیث ، به همراه شرح برخی از اقوال و دیدگاههای صوفیانه می‌پردازد .
8. کشف الارواح که به یوسف و زلیخا و یا یوسف‌نامه نیز مشهور است و اثری است منظوم آمیخته به نثر ، در تفسیر و تأویل سوره یوسف که پیر جمالی ، اندیشه‌های عرفانی خود را دربارهٔ عشق الهي و رمز و رازهای آن بر اساس نظریه وحدت وجود مطرح نموده است ( رک . خوشحال دستجردی ، 1387 : 12 به بعد ) .
9. نور علی نور : منظومه‌ای است آمیخته به نثر ، در دو بخش که بخش اول با آفرینش عقل و بخش دوم با آفرینش نور شروع می‌گردد .
10. معلومات : نام کامل آن معلومات اسرار القلوب و مفهومات انوار القلوب است و اثری است عرفانی دربارهٔ عشق الهی .
11. مرآه الحبیب که به نام‌های فرصت‌نامه ، نصرت‌نامه و قدرت‌ نامه نیز آمده است و مجموعه‌ای از رباعیات اوست .
12. المسطور فی رق المنشور ، اثری است منثور .
13. منشآت که مجموعه نامه‌های اوست .
14. رساله‌ای منثور دربارهٔ عقل .
15. محبوب الصدیقین : مثنوی‌ای است عرفانی دربارهٔ عشق الهی ، فنا ، هستی ، نیستی و برخی آن را بخشی از کشف‌الکنوز او می‌دانند .
16. مهر قلوب : اثری است منظوم ، دربارة عشق الهی که به نام مهرافروز نیز آمده و برخی نیز این دو اثر را جداگانه نوشته‌اند .
17. ناظر و منظور : رساله‌ای است عرفانی در شرح و تفسیر آیه الله نور السموات و الارض .
18. استقامت‌نامه : اثری منظوم آمیخته به نثر که در ذیل به معرفی آن پرداخته می‌شود .

استقامت‌نامه تا کنون به زیور چاپ آراسته نشده و متن اثر تا کنون به صورت نسخه خطی است . این اثر مشتمل است بر حدود 950 بیت که در لا به لای اشعار ، عباراتی منثور در تفسیر و شرح آیات و احادیث درج گردیده است.